# 酒井彩音
酒井 彩音（さかい あやね、2006年7月18日 - ）は、日本の子役。スマイルモンキー所属。

## 出演作品

### 映画
- 今日、恋をはじめます（2012年、東宝） - さくら（幼少期）役

### テレビドラマ
- ゴーストママ捜査線〜僕とママの不思議な100日〜 第5話「最後の里帰り…頑固親父の涙」（2012年、日本テレビ） - 上原蝶子（幼少期） 役
- 東京全力少女（2012年、日本テレビ） - 桜井ひとみ 役
- 八重の桜 第1話「ならぬことはならぬ」（2013年、NHK） - 山川美和 役
- 怪奇大作戦-ミステリー・ファイル- 第3話「闇に蠢く美少女」（2013年、NHK BSプレミアム） - 山口菜々 役
- トットちゃん!（2017年、テレビ朝日） - 小林サト 役

### テレビ番組
- 英才教育TV〜失敗しない子育て大公開SP〜（2012年、TBS） - 高嶋ちさ子（幼少期） 役
- モノイズム（2012年、テレビ東京）
- ママモコモてれび（2012年 - 2014年、テレビ東京）
- ホビッチョ！（2013年、キッズステーション）
- 報道スクープSP 激動！ 世紀の大事件（2014年、フジテレビ） - 松本聡香（幼少期） 役
- 私の何がイケないの? 仁支川峰子編（2014年、TBS）
- シャキーン! にせ〜擬態のテーマ〜（2015年、NHK Eテレ）
- ワラッチャオ! 知らなきゃオバサン!?クイズ（2015年、NHK BSプレミアム）
- ロンドンハーツ ドッキリの祭典（2016年、テレビ朝日）

### CM
- JAグループ JAきずな -絆篇-（2011年）
- ジョイパレット アンパンマン タッチして！ スマートフォン（2011年）
- セブン-イレブン ポケモンおめんプレゼントキャンペーン（2011年）
- NTT東日本 フレッツ・ミルエネフレッツで節電篇（2012年）
- 花王 手洗い教室（2014年）
- サンスター文具 ヒミツのここたま ここたまえんぴつタワー・ここたまショップ（2015年）
- ブロンコビリー ゲーム編（2015年）
- 日本マクドナルド ハッピーセット サンリオキャラクター『ドラムロール』篇（2016年）

### MV
- 桑田佳祐 それ行けベイビー!!（2011年、タイシタレーベル）
- ウミネコサウンズ サルとバナナ（2012年）
- ゆず 守ってあげたい（2013年、セーニャ・アンド・カンパニー） - ふゆ（二階堂ふみ）の幼少期 役

### VP
- 東京モーターショー 豊田合成 ブース映像（2011年）
- ソニー ブルーレイレコーダー（2012年）
- NTT都市開発 ウエリス浦和美園サウステラス（2015年）

### WEB
- emopa life story（2015年、シャープ）

### スチール
- イオン 七五三カタログ（2010年）
- ヤマハ英語教室 パンフレット（2010年）
- カリネ カタログ（2011年）
- パイロットインキ ふしぎなシャワープリンセス（2011年）
- パイロットインキ スイスイおえかき ハローキティ篇（2011年）
- パイロットインキ スイスイおえかき トラベルおえかきメルちゃん篇（2011年）
- JAL パンフレット（2013年）